# Brohl-Lützing
Brohl-Lützing is een plaats in de Duitse deelstaat Rijnland-Palts, en maakt deel uit van de Landkreis Ahrweiler.
Brohl-Lützing telt 2.483 inwoners.

## Bestuur
De plaats is een Ortsgemeinde en maakt deel uit van de Verbandsgemeinde Bad Breisig.

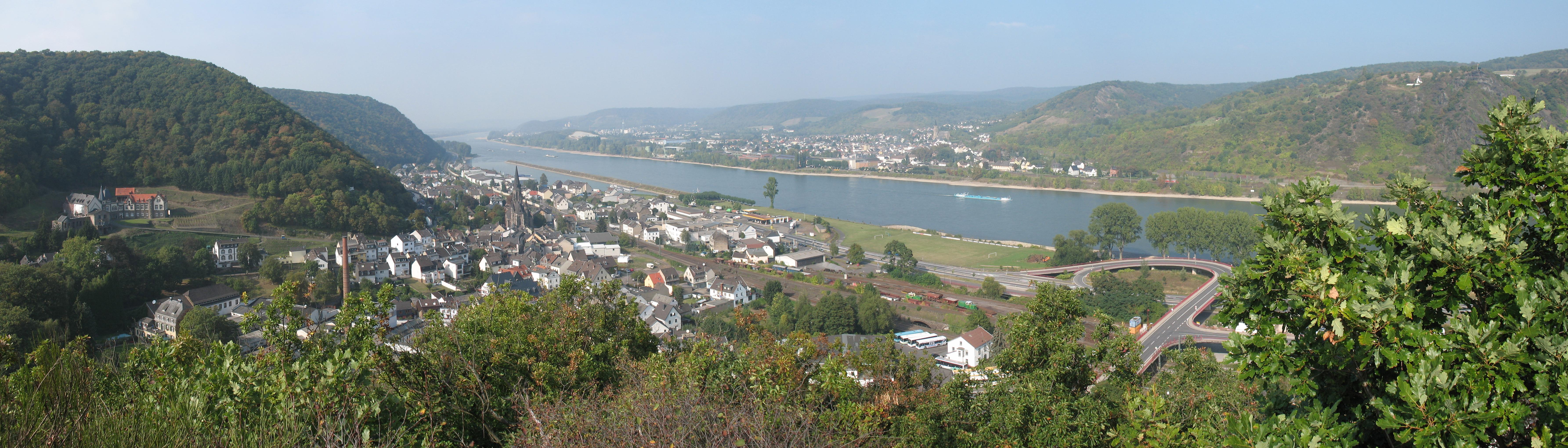
Brohl-Lützing